# Randa Kassis
Randa Kassis (arabiska: رندة قسيس), född 8 oktober 1970, är en fransk-syrisk politiker och en ledande sekulär figur i den syriska oppositionen. Hon är ordförande för den syriska oppositionens Astana-plattform och grundare av rörelsen för det pluralistiska samhället.

## Biografi
Randa Kassis var medlem av Syrian National Council fram till augusti 2012. Randa Kassis är den tidigare presidenten för koalition av sekulära och demokratiska syrier och medlem av Syrian National Council. Koalitionen mellan sekulära och demokratiska syrier, kärnan i en sekulär och demokratisk syrisk opposition, skapades av unionen av ett dussin muslimska, kristna, arabiska och kurdiska partier, som uppmanade minoriteter i Syrien att stödja kampen mot regeringen Bashar al-Assad.
Randa Kassis är inte längre medlem i Syrian National Council, efter att ha uteslutits på grund av sina många förklaringar som varnar den syriska oppositionen för uppkomsten av muslimska fundamentalister.
Randa Kassis är också antropolog och journalist. Hon har publicerat boken "Crypts of the Gods", som handlar om religioner, deras ursprung och deras sätt att fungera. Sedan början av det syriska inbördeskriget den 15 mars 2011 har hon varit en ledande kommentator om den syriska konflikten och den bredare komplexiteten i den arabiska våren och framtiden för Mellanösternregionen.
Randa Kassis initierade Astana-plattformen 2015 efter sin begäran till presidenten i Kazakstan att bilda en plattform som skulle kunna samla måttliga syriska motståndare. Den första omgången av Astana-plattformen modererades av den kazakiska ambassadören Baghdad Amreyev och öppningssessionen leddes av den kazakiska utrikesministern Erlan Idrissov. Den andra omgången modererades av Fabien Baussart, ordförande för centrum för politiska och utrikesfrågor (CPFA).
Randa Kassis deltog i Genève-fredsförhandlingarna 2016 för grupperna Moskva / Astana. Hon är medordförande med Qadri Jamil för den syriska sekulära och demokratiska oppositionsdelegationen. Hon kritiseras av andra oppositionsmedlemmar för sitt förespråkande för en politisk övergång i samarbete med Bashar al-Assads regim och sitt stöd för den ryska interventionen i inbördeskriget.
Den 13 januari 2018 deltog Randa Kassis tillsammans med andra medlemmar av Astana-plattformen i Syrian National Congress som president för Astana-plattformen. Hon betonade vikten av att inrätta en konstitutionell kommitté för att underlätta fredsprocessen i Syrien, som FN och Astana trojka - ryska, Iran och Turkiet - senare gick med på att skapa.